# Cairn Energy
Cairn Energy är ett globalt olje- och gasutvinningsföretag med huvudkontor i Edinburgh, Storbritannien. Företaget har verksamhet i Albanien, Bangladesh, Grönland, Indien, Nepal och Tunisien och producerar omkring 33 000 fat oljeekvivalent per dag.
Företaget grundades 1981 av den före detta rugbyspelaren Sir Bill Gammell, som är VD för företaget, och av hans far, bror med flera. 

## Kritik
Cairn Energy har bland annat fått kritik för att man som enda företag provborrat efter olja utanför den grönländska kusten i Arktis, i en miljö som bedöms som känslig. Bland annat har företaget borrat på 1 500 meters djup, samma djup som BP:s rigg Deepwater Horizon borrade på när den exploderade 2010. Detta har fått miljöorganisationen Greenpeace att upprepade gånger genomföra aktioner både mot Cairns oljeborrningsskepp och -riggar och mot företagets huvudkontor. Cairn Energy har även kritiserats för att företaget hemlighöll beredskapsplanen vid händelse av ett oljeutsläpp i Grönland. Denna beredskapsplan offentliggjordes dock senare av den grönländska regeringen och fick då kritik för att vara bristfällig.